# Славич
ОАО «Компания Славич» — советское и российское предприятие по производству фотобумаги, фотопластинок, материалов для микроэлектроники, гибкой цветной упаковки. Производило киноплёнку и фотоплёнку, а также выпуск голографических пластинок.
В настоящее время 9,97 % акций «Славича» принадлежит Росимуществу, остальные — юридическим и физическим лицам.

## История

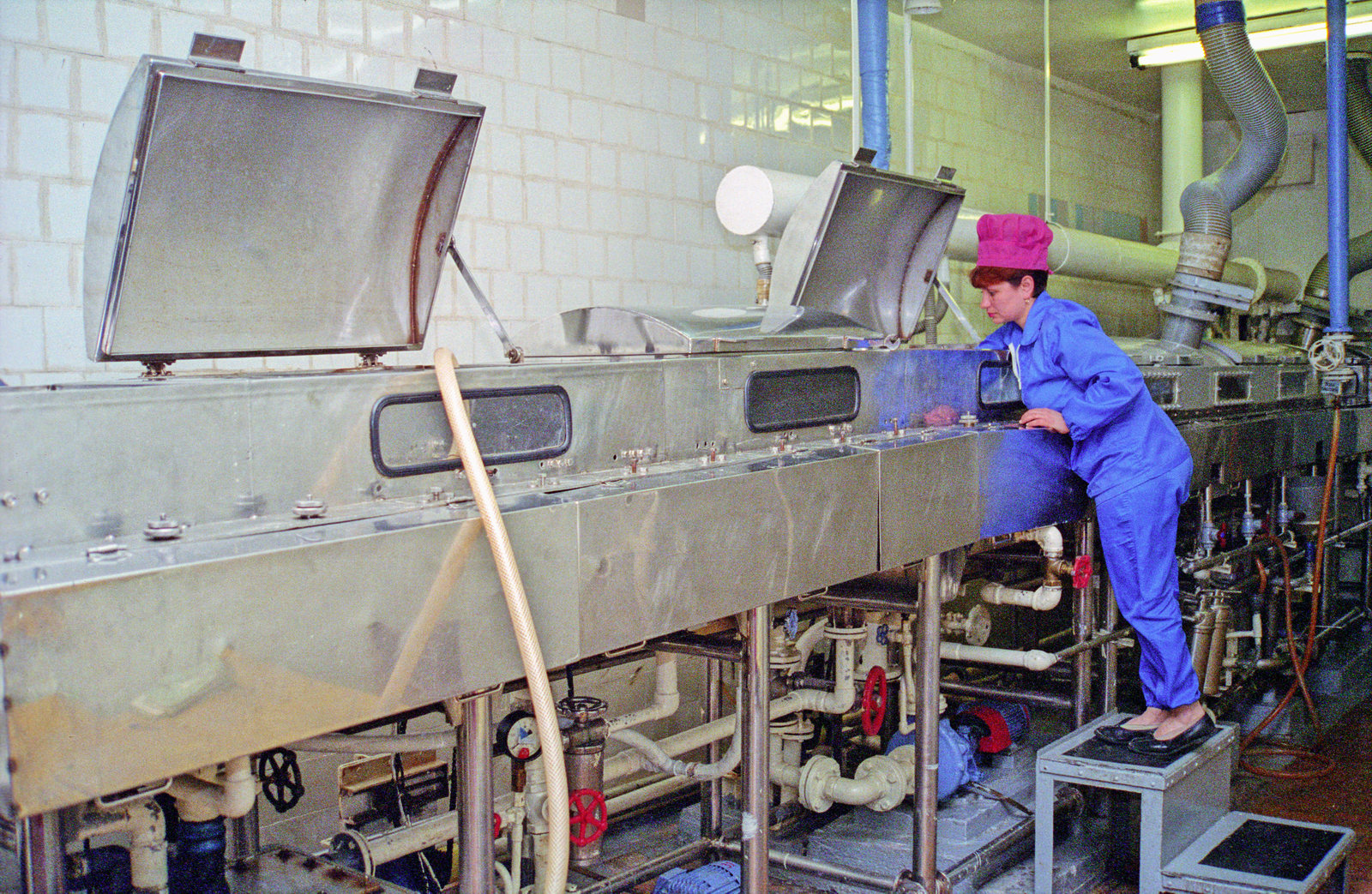
Поливочная машина, в которой на подложку наносится светочувствительная эмульсия

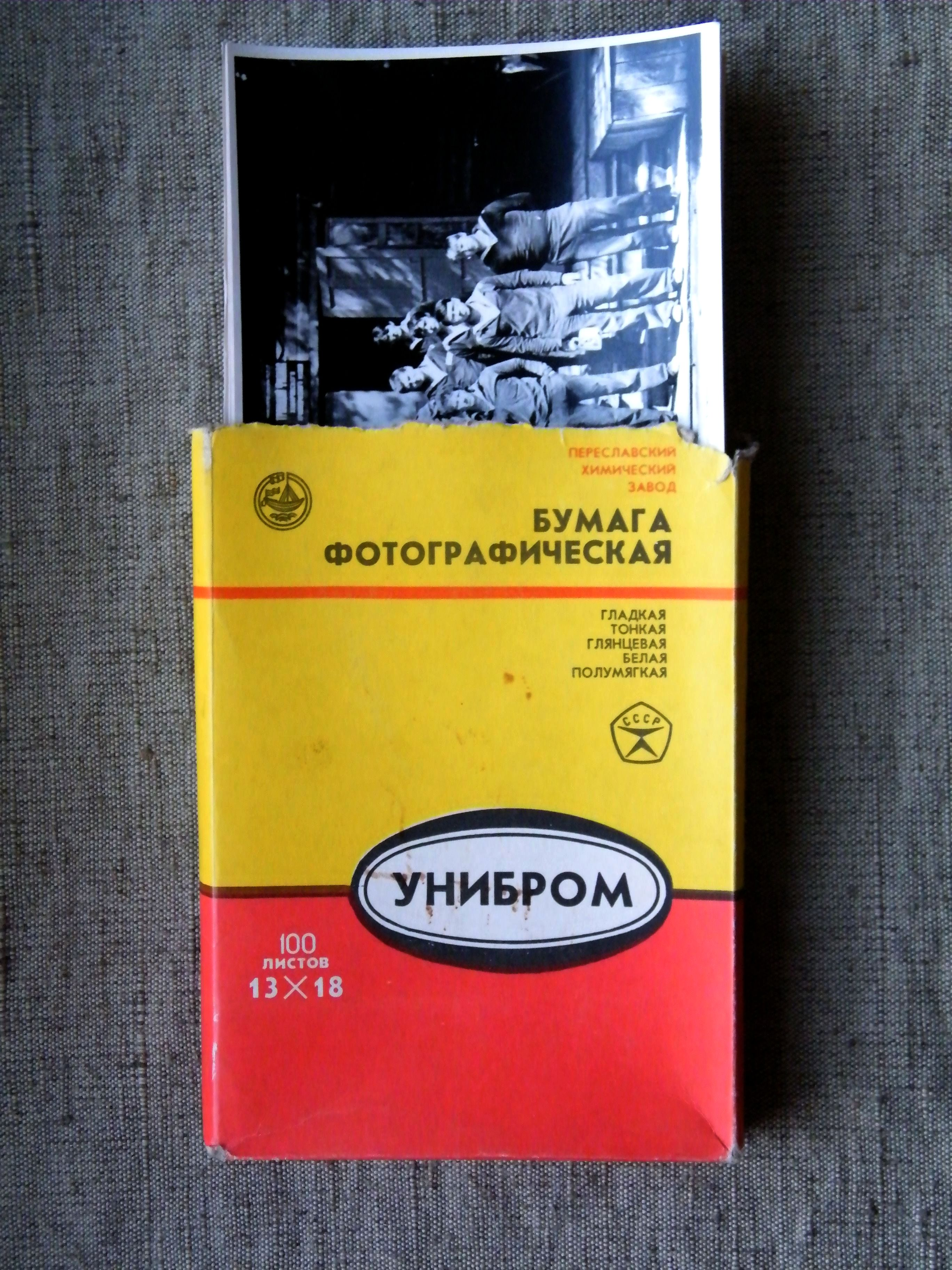
Фотобумага «Унибром» Переславского химического завода (1983 год)

Строительство в Переславле фабрики киноплёнки № 5 началось в феврале 1930 года на базе фабрики кумачового крашения и клеёночного завода «Проводник». Запущена фабрика 1 июля 1931 года, в августе вышла первая продукция.
На киноплёнке Переславской фабрики № 5 сняты фильмы: «Чапаев», «Ленин в Октябре», «Депутат Балтики», «Александр Невский».
В 1962 году впервые в стране освоено производство киноплёнок с магнитной дорожкой для записи и воспроизведения звука.
В 1964 году фабрика преобразована в Переславский химический завод.
В 1970—1980 годах вводятся в строй цеха производственного объединения «Славич» — заводы фотобумаг, магнитных лент, фотопластинок высокого разрешения, материалов для голографии и микроэлектроники.
Завод стал градообразующим. Он обеспечивает город водой и теплом.
В 1983 Переславский химический завод переименован в Производственное объединение «Славич». Утверждён товарный знак «Славич».
С 1993 года предприятие стало акционерным обществом. Дирекция выбрала главное направление развития — производство цветной упаковки, сдача заводских площадей в аренду.
В 2001-м празднование 70-летия компании «Славич» с вручением правительственных наград большой группе работников предприятия.
В 2007 вручён Золотой Сертификат Качества на IY Российской Ассамблее Качества Президентом Международной Программы Всемирного Продвижения Качества.
В 2008 вручён диплом лауреата за «Изделия из алюминия полупроводниковой чистоты A5N». Вручён диплом дипломанта за «Бумаги для полноцветной струйной печати Славич Графика, Славич Дизайн Плюс, Славич Принт Плюс». 
В 2021 компании исполнилось 90 лет.

## Продукция «Славича»
- Фотоматериалы — «Фотобумага» (фотобумага, бумага для принтеров, диазобумага, химикаты и растворы),
- «Микрон» (фотопластинки обычные и голографические, фотореактивы).
- Полиграфическая продукция — «Полислав» (красочная картонная упаковка) и готовая картонная упаковка.
- Материалы для микроэлектроники — «Алюслав» (особо чистый алюминий и сплавы для электроники и радиотехники).

## Официальный сайт
- ООО "Торговый дом "Славич" http://tdslavich.ru/
- Сообщество "Славич" в ВК  https://vk.com/ooo_slavich
- Официальный сайт ОАО «Компания Славич»
- Телеграм-канал  t.me/td_slavich

## Продукция компании
- картонная упаковка с полноцветной печатью, полиграфическая продукция;
- черно-белые фотобумаги различных типов;
- антисептик для рук;
- фотохимикаты для обработки черно-белых фотоматериалов;
- специальные бумаги для струйных принтеров и плоттеров, фотобумаги для цифровой фотографии;
- фотопластинки высокоразрешающие, технические, спектрографические и голографические для записи и копирования художественных голограмм;
- пленочные светочувствительные материалы для изобразительной голографии, изготовления печатных плат и допечатных полиграфических процессов;
- особочистый алюминий и сплавы на его основе.